# Canibais de Garanhuns
Canibais de Garanhuns foi como ficou conhecido o trio formado por Jorge Negromonte, Isabel Cristina e Bruna Cristina, condenados por assassinar, esquartejar, consumir e vender salgadinhos de carne humana em Garanhuns, Pernambuco, Brasil.
Eles faziam parte de uma seita chamada Cartel, cujo objetivo era a purificação do mundo e o controle populacional. A ingestão de carne humana fazia parte desse processo de purificação. O trio planejava realizar uma quarta morte, que encerraria o ciclo da seita e abriria um "portal para o acesso ao paraíso." No entanto, eles foram presos antes de completar esse objetivo.
As vítimas do trio foram Jéssica Camila da Silva Pereira, assassinada em 26 de maio de 2008, e Giselly Helena da Silva e Alexandra da Silva Falcão em 2012. A carne das vítimas foi utilizada para fabricar salgados, como empadas e coxinhas, que foram vendidas para a população de Garanhuns, e alguns moradores relataram tê-los comido, sem saber de que eram feitos. Afetado por uma doença mental, Jorge publicou em cartório no mesmo ano o livro Revelações de um Esquizofrênico, no qual narra as alucinações de que padecia desde a infância, bem como o consumo de carne humana e a confecção dos salgados.
Em 2012 foram deferidos mandados de prisão preventiva contra eles, após desaparecimento de Giselly e Alexandra. Os corpos foram encontrados enterrados no quintal da casa onde o trio morava. Em 2014, eles foram condenados pelo assassinato de Jéssica . Em 2018, pela morte de Giselly e Alexandra. As penas foram aumentadas em 2019.

## Assassinatos

### Contexto
Morando em Garanhuns, Jorge Beltrão Negromonte da Silveira, Isabel Cristina Pires da Silveira e Bruna Cristina Oliveira da Silva formavam um triângulo amoroso e, ao mesmo tempo, uma seita. A ingestão da carne humana faria parte de um "processo de purificação". Jorge disse que cada morte equivaleria a um aspecto: ar, terra, água e fogo. Uma quarta morte, portanto, encerraria o ciclo da seita, pois "seria aberto o portal para o acesso ao paraíso". A vítima já teria sido escolhida, mas o trio foi preso antes que o crime ocorresse.

### Jéssica (2008)
Jéssica Camila da Silva Pereira foi assassinada em 26 de maio de 2008 no município de Olinda. Moradora de rua, foi convidada para morar com o trio. Na época, tinha 17 anos e uma filha de um ano. O casal, que não tinha filhos, planejou ficar com a criança depois de matar sua mãe, o que foi feito. Jessica foi imobilizada no banheiro da casa, e em seguida levou um corte de faca na jugular. Todo o seu sangue foi retirado com a ajuda de um garrote. Depois, seu corpo foi esquartejado e a pele retirada. A carne foi fatiada e guardada na geladeira. No dia seguinte, foi ingerida grelhada, depois de temperada com sal e cominho. A criança também comeu da carne da mãe. O resto foi enterrado em forma de cruz no quintal. Alguns fragmentos do corpo foram encontrados no chão e emparedados. Antes de se mudarem para a cidade de Conde, na Paraíba, eles jogaram no lixo o que havia sido enterrado.

### Giselly e Alexandra (2012)
Giselly Helena da Silva, com 31 anos, desapareceu em fevereiro de 2012, e Alexandra da Silva Falcão, com 20 anos, no dia 15 de março. A carne de ambas, possivelmente das nádegas e coxas, foi utilizada para fabricar salgados, como empadas, que eram vendidas para a população de Garanhuns. Ao G1, moradores da cidade relataram que poderiam ter comido os salgados; enquanto alguns disseram que o gosto estava normal, outros alegaram que a empada parecia muito salgada ou pastosa.

## Descoberta
No dia 9 de abril de 2012, foram deferidos mandados de prisão preventiva contra o trio, além de mandados de busca e apreensão em sua residência, pois havia a suspeita de que Giselly e Alexandra pudessem estar lá. Conforme explicou o delegado Wesley Fernando, responsável pelo caso:
| “ | Quando a primeira sumiu, a família foi à delegacia e abrimos um procedimento para investigar. Até meados de março, tínhamos algumas pistas. Até que chegou a fatura do cartão de crédito na casa da família [de Giselly], onde constava diversas compras, aqui em Garanhuns. Fomos às lojas, verificamos os circuitos internos de segurança – as que tinham — e identificamos as pessoas. | ” |

Na manhã de 11 de abril de 2012, os corpos foram encontrados enterrados no quintal da casa. A filha de Jéssica, então com 5 anos de idade e ainda morando com o trio, foi a "peça-chave" para a descoberta dos corpos. Ela procurou o delegado no local e falou que o pai (ela o identificava como pai) teria matado as duas mulheres, descrevendo o crime. Depois disso, já na delegacia, uma das indiciadas confessou e apontou onde os corpos estavam. Foi descoberto que as mulheres desaparecidas haviam sido esquartejadas, e o rosto da primeira desaparecida estava desfigurado.
Um dia depois, a casa foi vandalizada e depois incendiada por moradores de Garanhuns, revoltados com o caso. O fato não afetou significativamente as investigações. A polícia também encontrou a certidão de nascimento da criança. Uma das suspeitas assumiu que usava o nome da mãe da criança e dizia que a menina era sua filha. A criança ficou sob os cuidados do conselho tutelar.

## Condenação

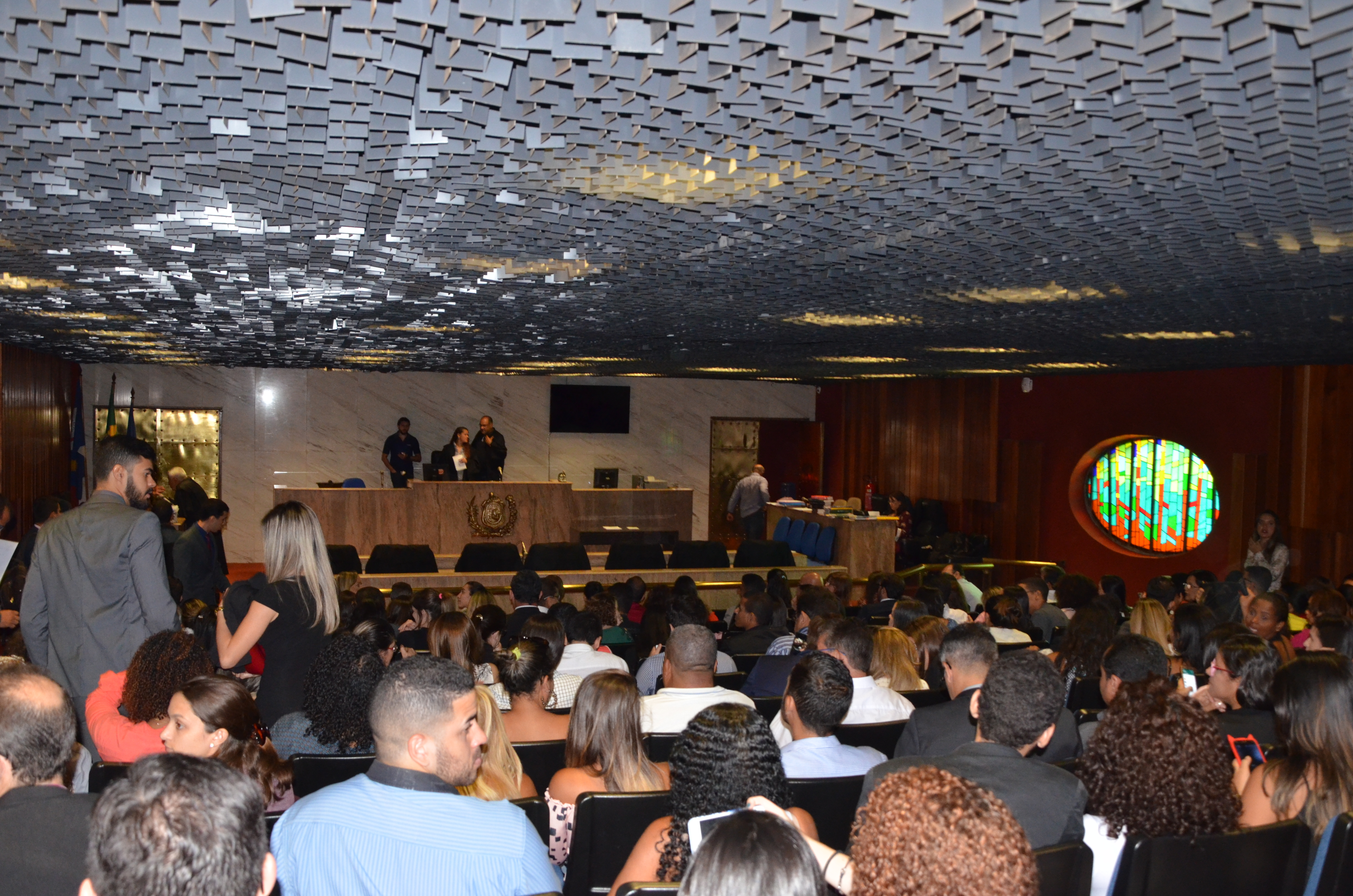
Julgamento dos canibais de Garanhuns em 2018

No dia 14 de novembro de 2014, em júri popular, o trio foi condenado pela morte de Jéssica em 2008. Jorge Beltrão recebeu a pena de 21 anos e seis meses de reclusão e um ano e seis meses de detenção, e Isabel da Silveira e Bruna da Silva receberam a pena de 19 anos de reclusão e um ano de detenção. Pelas outras duas mortes, o júri popular determinou no dia 15 de dezembro de 2018 a reclusão de Jorge Beltrão, por 71 anos; Isabel da Silveira, por 68 anos; e Bruna da Silva, por 71 anos e 10 meses.
Em 2019, a Justiça determinou o aumento das penas do trio quanto ao assassinato cometido em 2008. Jorge passou a cumprir 27 anos de cadeia, bem como um ano e meio de detenção, e Isabel Cristina Pires e Bruna Oliveira receberam a pena de 24 anos na prisão, além de ter que cumprir um ano de detenção.

## Revelações de um Esquizofrênico
Jorge Negromonte sofria de esquizofrenia. Com ajuda dos funcionários do Centro de Atenção Psicossocial (CAPS) que o atendiam, escreveu um livro intitulado Revelações de um Esquizofrênico, Nele há 34 capítulos curtos, nos quais o autor relata suas alucinações desde a infância, passando pela adolescência e vida adulta:
Estava vindo da casa de Bel, uma namorada [trata-se de Isabel, sua futura esposa]: como o bairro que ela morava era distante do meu, eu ia e vinha de bicicleta. Uma noite eu saí de lá mais tarde que de costume. No caminho de volta, as ruas estavam desertas, quando percebi eu não estava só, pois me acompanhando havia uma mulher, ela era linda, porém exótica, o que me deixou assustado foi o fato que ela estava completamente imóvel e pairando acima de mim. Quando eu cheguei na calçada que fica em frente da minha residência, ela simplesmente desapareceu. Em casa eu não parei de pensar nela, ainda tentei ver pela janela se ela estava lá, e não consegui vê-la. Tomei banho, fiz um lanche e me deitei um pouco para descansar, quando me levantei para escovar os dentes, vi os seus lindos e pequenos pés refletidos no vidro da janela. Ao me aproximar não consegui ver mais nada, só senti o seu perfume. Passei a noite inteira sem dormir, e o aroma suave do seu corpo só deixei de sentir nos primeiros raios do sol.— CAPÍTULO V: A MULHER PAIRANDO
No livro há também um relato sobre a execução da primeira vítima, Jéssica. Além de Revelações de um Esquizofrênico, Jorge também já escreveu outros três livros.